# Nysius
Nysius is een geslacht van wantsen uit de familie bodemwantsen (Lygaeidae). Het geslacht werd voor het eerst wetenschappelijk beschreven door Dallas in 1852.

## Soorten
Het genus bevat de volgende soorten:

- Nysius aa Polhemus, 1998
- Nysius abnormis Usinger, 1942
- Nysius albipennis Distant, W.L., 1913
- Nysius angustatus Uhler, 1872
- Nysius angustellus (Blanchard, 1852)
- Nysius atlantidum Horváth, 1890
- Nysius baeckstroemi Bergroth, 1924
- Nysius beardsleyi Ashlock, 1966
- Nysius blackburni White, 1881
- Nysius caledoniae Distant, 1920
- Nysius cargadosensis Distant, W.L., 1909
- Nysius ceylanicus (Motschulsky, 1863)
- Nysius chenopodii Usinger, 1942
- Nysius coenosulus Stål, 1859
- Nysius communis Usinger, 1942
- Nysius contiguus Walker, 1872
- Nysius convexus (Usinger, 1942)
- Nysius cymoides (Spinola, 1837)
- Nysius dallasi White, 1878
- Nysius delectulus Perkins, 1912
- Nysius delectus White, 1878
- Nysius dohertyi Distant, W.L., 1904
- Nysius ephippiatus Spinola, 1852
- Nysius ericae (Schilling, 1829)
- Nysius erythynus Fernando, 1960
- Nysius euphorbiae Horvath, G., 1910
- Nysius eximius Stal, 1858
- Nysius expressus Distant, 1883
- Nysius femoratus Van Duzee, E.P., 1940
- Nysius feuerborni China, W.E., 1935
- Nysius frigatensis Usinger, 1942
- Nysius fucatus Usinger, 1942
- Nysius fullawayi Usinger, 1942
- Nysius fuscovittatus Barber, 1958
- Nysius gloriae Baena & García, 1999
- Nysius graminicola (Kolenati, 1845)
- Nysius grandis Baker, 1906
- Nysius groenlandicus (Zetterstedt, 1838)
- Nysius haeckeli (Leon *, 1890)
- Nysius hardyi Ashlock, 1966
- Nysius helveticus (Herrich-Schäffer, 1850)
- Nysius hidakai Nakatani, 2015
- Nysius huttoni White, F.B., 1878
- Nysius immunis (Walker, 1872)
- Nysius inconspicuus Distant, 1903
- Nysius insoletus Barber, 1947
- Nysius irroratus (Spinola, 1852)
- Nysius kinbergi Usinger, 1959
- Nysius lacustrinus Distant, 1909
- Nysius latus Wagner, 1958
- Nysius lichenicola Kirkaldy, 1910
- Nysius liliputanus Eyles & Ashlock, 1969
- Nysius longicollis Blackburn, 1888
- Nysius melanicus Distant, W.L., 1909
- Nysius minor Distant, W.L., 1909
- Nysius mixtus Usinger, 1942
- Nysius monticolus Distant, 1893
- Nysius neckerensis Usinger, 1942
- Nysius nemorivagus White, 1881
- Nysius niger Baker, 1906
- Nysius nigricornis Kerzhner, 1979
- Nysius nihoae Usinger, 1942
- Nysius nubilus Dallas, W.S., 1852
- Nysius oceanicus Usinger, R.L., 1937
- Nysius orarius Malipatil, 2005
- Nysius pacificus China, 1930
- Nysius pallipennis Walker, F., 1872
- Nysius palor Ashlock, 1963
- Nysius paludicola Barber, 1949
- Nysius paludicolus Barber, H.G., 1949
- Nysius picipes Usinger, R.L., 1937
- Nysius pilosulus Horvath, 1904
- Nysius plebejus (Distant, 1883)
- Nysius procerus Distant, 1893
- Nysius puberulus Berg, 1895
- Nysius pulchellus Stal, C., 1859
- Nysius punctipes Stal, C., 1856
- Nysius raphanus Howard, 1872
- Nysius rhyparus Stål, 1859
- Nysius rubescens White, 1881
- Nysius salti Usinger, R.L., 1952
- Nysius sanctaehelenae White, F.B., 1877
- Nysius scutellatus Dallas, 1852
- Nysius senecionis (Schilling, 1829)
- Nysius simulans Stål, 1859
- Nysius spectabilis Distant, 1901
- Nysius steeleae China, W.E., 1934
- Nysius stratus Scudder, 1890
- Nysius subcinctus Walker, F., 1872
- Nysius sublittoralis Perkins, 1912
- Nysius suffusus Usinger, 1942
- Nysius tasmaniensis Malipatil, 2005
- Nysius tenellus Barber, 1947
- Nysius terrae Scudder, 1890
- Nysius terrestris Usinger, 1942
- Nysius thymi (Wolff, 1804)
- Nysius transcaspicus Wagner, 1958
- Nysius tritus Scudder, 1890
- Nysius usitatus Ashlock, 1972
- Nysius vecula Scudder, 1890
- Nysius veculus Scudder, S.H., 1890
- Nysius vinctus Scudder, 1890
- Nysius vinitor Bergroth, 1891
- Nysius vulcanorum Lindberg, H., 1958
- Nysius wekiuicola Ashlock & Gagne, 1983